# Gongbaolage
Gongbaolage (kinesiska: 贡宝拉格, 贡宝拉格苏木) är en socken i Kina. Den ligger i den autonoma regionen Inre Mongoliet, i den norra delen av landet, omkring 310 kilometer öster om regionhuvudstaden Hohhot. Antalet invånare är 2509. Befolkningen består av 1 222 kvinnor och 1 287 män. Barn under 15 år utgör 9,0 %, vuxna 15-64 år 82 %, och äldre över 65 år 8,0 %.
Genomsnittlig årsnederbörd är 523 millimeter. Den regnigaste månaden är juli, med i genomsnitt 127 mm nederbörd, och den torraste är februari, med 4 mm nederbörd.